# Altes Rathaus Steinfurt

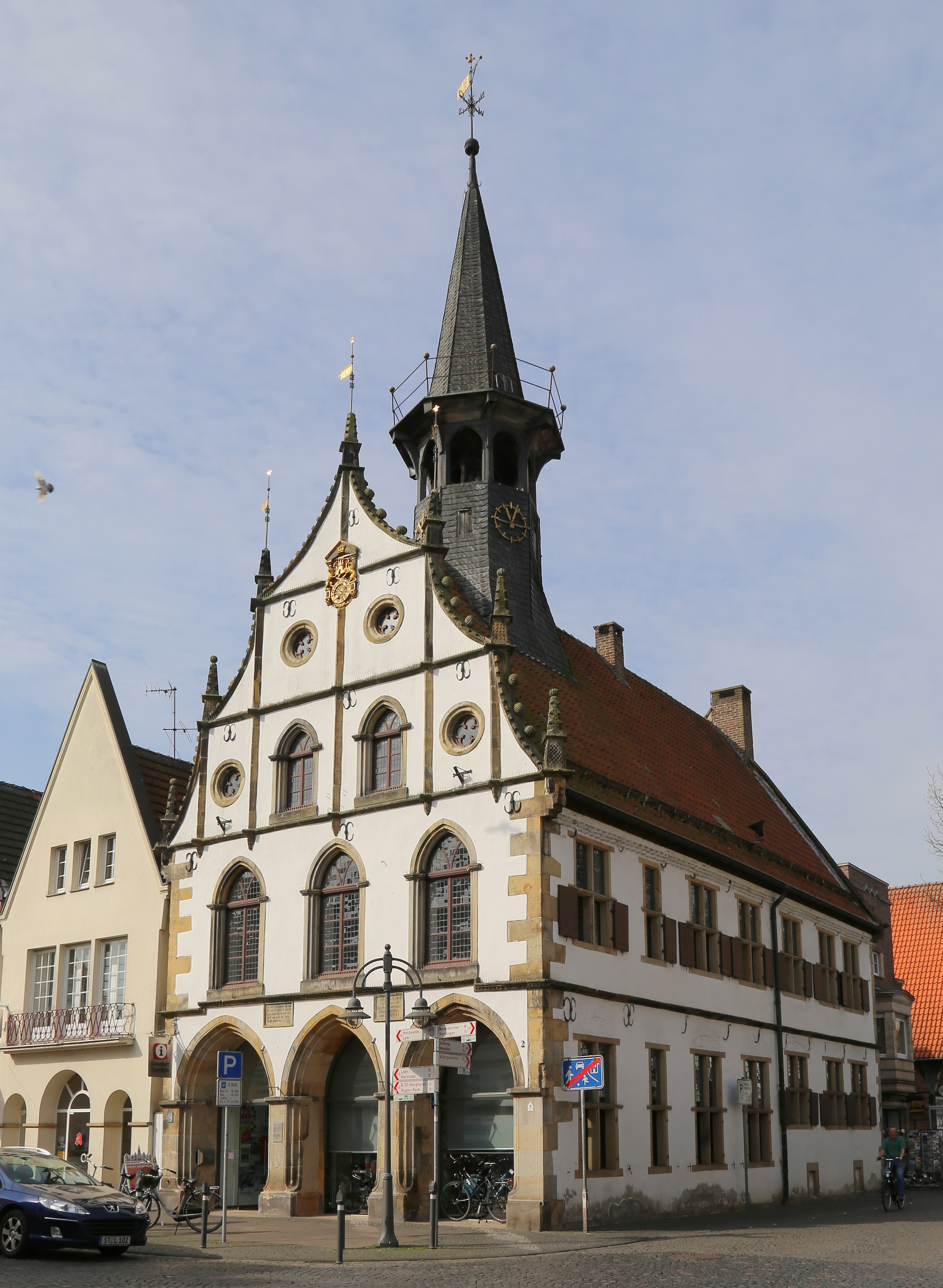
Das Alte Rathaus

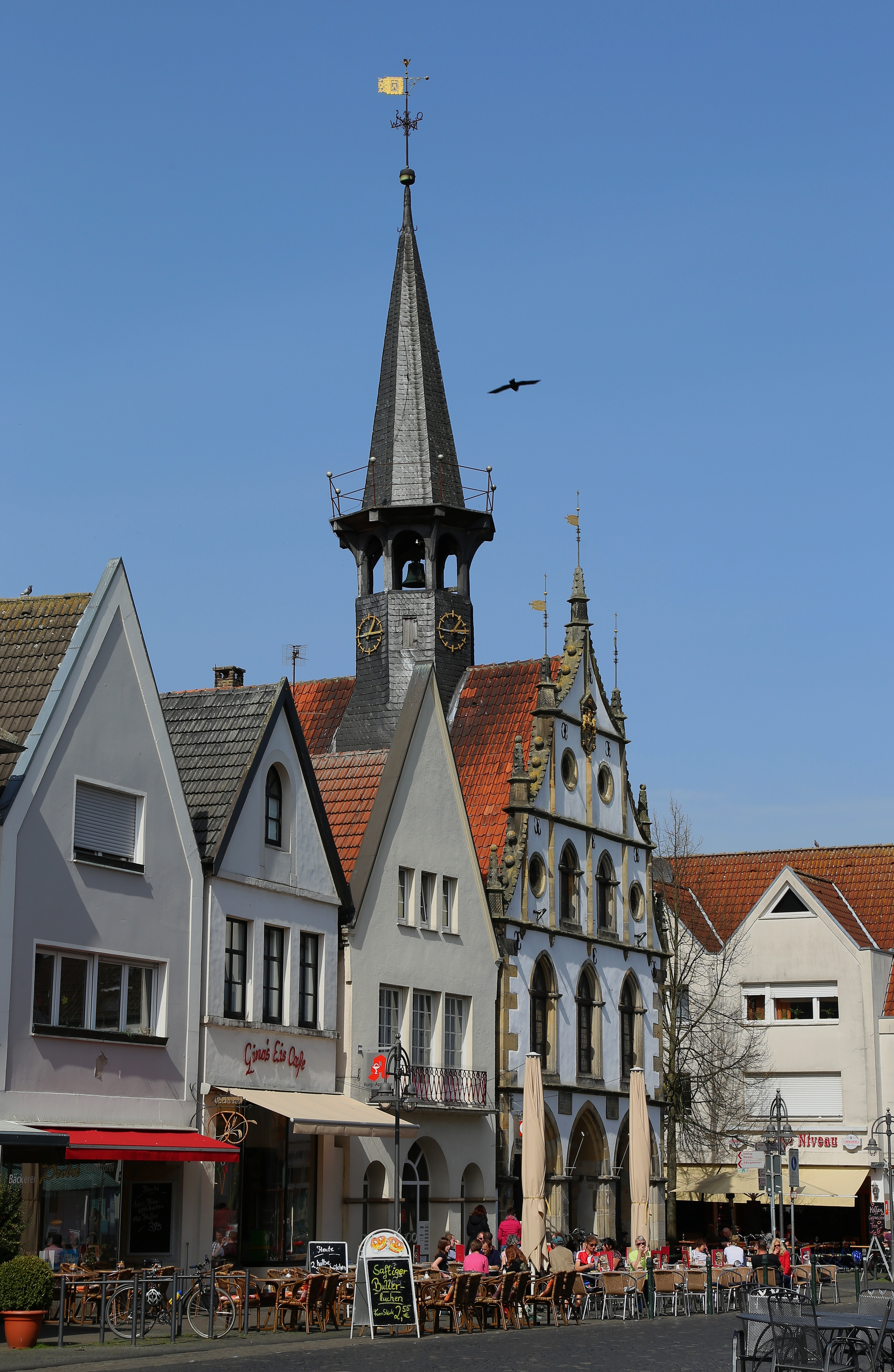
Lage des Alten Rathauses am Markt in der historischen Altstadt von Burgsteinfurt

Das Alte Rathaus, ein Renaissancebauwerk, liegt am Markt von Burgsteinfurt.
Der hellverputzte Bau mit Gliederungselementen aus grauem Sandstein zeichnet sich durch einen markanten Giebel aus, der mit Rundfenstern und  zwei Spitzbogenfenstern gegliedert ist. Dem dreiachsigen Arkadengeschoss folgen ein weiteres Geschoss, das mit Spitzbogenfenstern gegliedert ist und der  treppenartige, dreizoniger Giebel. Fialen, verbunden durch krabbenartige Zierornamente, betonen an den Rändern diese Gliederung. Ein Turm mit Spitzhelm und einer umlaufenden Galerie über den Schalllöchern krönt das Bauwerk.

## Geschichte
1561 erbauten die Bürger in Burgsteinfurt nach münsterischem Vorbild ein steinernes Rathaus. Das gewachsene Selbstbewusstsein der Steinfurter Bürgerschaft zeigt sich auch im Schaugiebel des Alten Rathauses. Das Giebeldreieck im Erdgeschoss ist durch vorspringende Längs- und Querbalken gegliedert. Es geht in sieben Spitzpyramiden über; hier taucht auch das Stadtwappen auf. Der Turm des Gebäudes wird getragen von einem einzigen großen Eichenbalken, dem so genannten Kaiserstiel. Im Obergeschoss finden sich das Kaminzimmer und der große Rathaussaal, in dem man noch den Kaiserstiel bewundern kann.
Das Gebäude war  bis 1922 im Untergeschoss eine offene Halle, in der Fleischerbuden, die Waage, die Stadtwache und das Gefängnis untergebracht waren. Auf der Straße vor dem Rathaus tagte das Stadtgericht, im Winter im Ratssaal im Obergeschoss. Meistens wurden die verhängten Strafen sofort vollzogen. Für den sofortigen Strafvollzug gab es den Schandpfahl oder Pranger. Die so genannten „Eselsstrafe“, bei der die Straftäter an  ein fahrbares hölzernes Pferd oder einen Esel gebunden wurden, wurde vor allem an Ehebrecherinnen und zur Disziplinierung von Frauen vollzogen.  Rechnungen zu Reparaturen an dem Strafgerät belegen diese Besonderheit.
Die rund 600 Jahre alte Glocke im Glockenturm des Rathauses war ursprünglich für die Große Kirche gegossen worden, war dann in die Hände der Bürgerschaft gelangt und beim Bau des Rathauses dort aufgehängt worden. Sie schlägt die Uhr zur halben und vollen Stunde.
Der ehemalige Ratssaal im ersten Stock wird als Festsaal genutzt.